# Аскаров, Ержан
Ержан Аскаров (род. 29 сентября 1985, Кёк-Сай, Таласская область) — киргизский легкоатлет, специалист по бегу на средние дистанции. Выступал за сборную Кыргызстана по лёгкой атлетике в первой половине 2010-х годов, победитель и призёр первенств национального значения, участник летних Олимпийских игр в Лондоне.

## Биография
Ержан Аскаров родился 29 сентября 1985 года в селе Кёк-Сай Кировского района Таласской области Киргизской ССР.
Впервые заявил о себе в лёгкой атлетике на международном уровне в сезоне 2010 года, когда вошёл в основной состав киргизской национальной сборной и выступил в беге на 5000 метров на Азиатских играх в Гуанчжоу. Тем не менее, сошёл здесь с дистанции и не показал никакого результата.
В августе 2011 года пробежал Сибирский международный марафон, показав время 2:36:28.
В 2012 году с результатом 8:43.69 стал седьмым в беге на 3000 метров на чемпионате Азии в помещении в Ханчжоу. Благодаря череде удачных выступлений удостоился права защищать честь страны на летних Олимпийских играх в Лондоне — в программе бега на 800 метров на предварительном квалификационном этапе показал результат 1:59.56 и в следующую стадию соревнований не вышел.
После лондонской Олимпиады Аскаров ещё в течение некоторого времени оставался действующим спортсменом и продолжал принимать участие в крупных легкоатлетических турнирах. Так, в 2014 году на чемпионате Азии в помещении в Ханчжоу он финишировал девятым и восьмым в беге на 1500 и 3000 метров соответственно.